# Amargasaurus
Amargasaurus is een geslacht van plantenetende sauropode dinosauriërs dat tijdens het Vroege Krijt (Barremien) leefde in het gebied van het huidige Argentinië.

## Vondst en naamgeving
Tijdens de achtste expeditie van het project Jurassic and Cretaceous Terrestrial Vertebrates of South America, gefinancierd door de National Geographic Society, vond Guillermo Rougier in februari 1984 een skelet van een sauropode in het departement Picún Leufú. Bonaparte benoemde hiervoor een soort Amargasaurus groeberi in een in het Italiaans verschenen populair-wetenschappelijk boek Sulle Orme dei Dinosauri. De soortaanduiding eerde de Duits/Argentijnse paleontoloog Pablo Groeber. Wegens een gebrek aan voldoende beschrijving bleef dit echter een ongeldige nomen nudum.
De typesoort Amargasaurus cazaui werd in 1991 benoemd en beschreven door Leonardo Salgado en José Fernando Bonaparte. De geslachtsnaam verwijst naar het gebied waar het fossiel gevonden werd, de arroyo van La Amarga; de soortaanduiding eert de geoloog doctor Luis Cazau die in 1983 Bonaparte op het belang van de vindplaats wees.
Het holotype MACN-N 15 is gevonden in een laag van de La Amargaformatie die dateert uit het Barremien-Aptien, ongeveer 125 miljoen jaar oud. Het bestaat uit een gedeeltelijk skelet met schedel. Bewaard zijn gebleven de achterkant van de schedel inclusief hersenpan, een reeks van tweeëntwintig wervels van de staart en de rug, het heiligbeen, zeven staartwervels, een schouderblad, een ravenbeksbeen, een darmbeen, een linkerarm zonder hand en een linkerachterpoot zonder voet. Volgens een studie uit 2021 heeft het holotype geen grote individuele ouderdom. In 2007 werd specimen PV-6126-MOZ toegewezen, een achterste staartwervel.
In 1992 werd de hersenpan meer in detail beschreven.
In 1999 hernoemde Salgado Dicraeosaurus sattleri tot een Amargasaurus sattleri. Dat heeft weinig navolging gevonden.
In 2022 werd de botstructuur van de doornuitsteeksels van de nek onderzocht.

## Beschrijving
Amargasaurus werd ongeveer negen tot tien meter lang en was dus vrij klein voor een sauropode. Het gewicht is geschat op 2,6 ton.

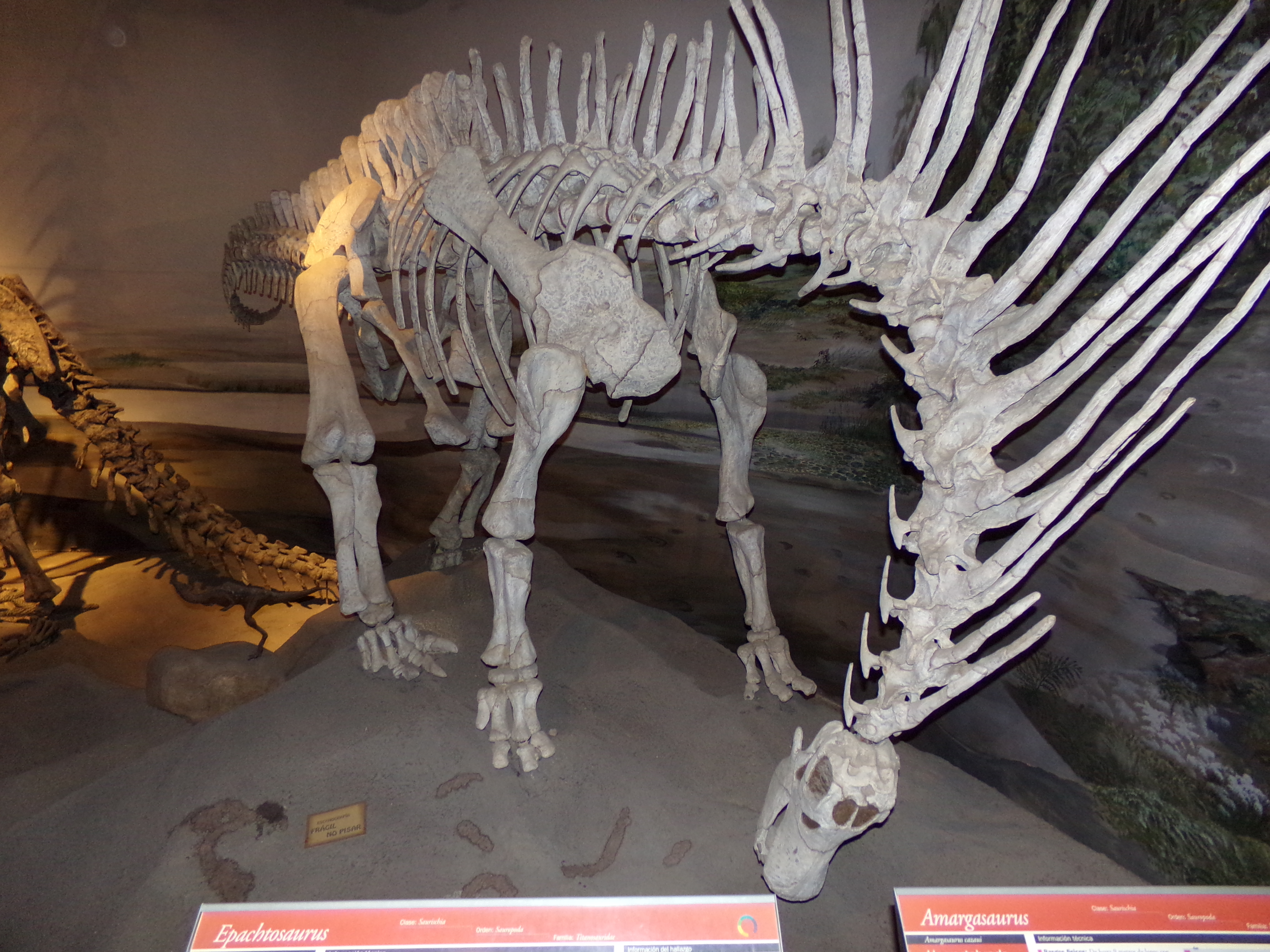
De stekels staken naar voren als de nek gekromd werd

Doordat van de schedel slechts het achterdeel bekend is, is deze lastig te interpreteren. Volgens de beschrijvers is er sprake van een extreme rotatie van de schedelelementen naar achteren rond de oogkas, zodanig dat het voorhoofdsbeen daarvan de achterrand vormt en het postorbitale de onderkant. Een opening achter de oogkas zou dan het bovenste slaapvenster zijn. Anders dan bij andere dinosauriërs zou die zich dan op de zijwand van de schedel bevinden in plaats van de bovenkant. De voorhoofdsbeenderen zijn met elkar vergroeid. Van de hersenpan hangen extreem lange en smalle processus basipterygoidei af, in achteraanzicht twee derden van de hoogte van de bewaarde lengte van de schedel vertegenwoordigend. Deze uitsteeksels worden normaal gezien als een verbinding met het verhemelte. Dat zou dan teven extreem naar voren en beneden moeten afhangen en daarmee ook de hele snuit. De grote lengte van de processus basipterygoidei doet een functie als vergrote aanhechting voor spieren vermoeden. De inhoud van de hersenholte is vierennegentig tot achtennegentig kubieke centimeter.
Een opvallend kenmerk van Amargasaurus is de dubbele rij zeer lange doornuitsteeksels, ofwel processus spinosi, op zijn nekwervels. De doornuitsteeksels van de nek zijn van de derde halswervel af gevorkt en hun metapofysen zijn extreem lang — op een voorste atlas-draaier-complex staat een lang maar enkelvoudig uitsteeksel. Ze hebben, boven een overdwars afgeplatte basis, een ronde dwarsdoorsnede en lopen taps toe tot een spitse punt. Deze takken staan omhoog en lopen evenwijdig aan elkaar. Vlak boven de basis is er een plotse knik naar achteren. De doornuitsteeksels zijn het langst op het midden van de nek, ongeveer de achtste halswervel, waar ze een lengte bereiken van zestig centimeter. De beweeglijkheid van de nek naar achter was erg slecht; het dier kon slechts van hogere beplanting eten door zich helemaal op te richten, iets waartoe het volgens Salgado overigens helemaal niet in staat was. De nek is relatief kort en telt dertien halswervels. Op de achterste nek worden de doornuitsteeksels bij het holotype plots twee derden korter maar dat is ook verklaard door breuken.
Ook op de voorste rug zijn de doornuitsteeksels eveneens relatief kort maar gevorkt. Naar achteren echter neemt de lengte weer toe. Er zijn negen ruggenwervels. Die hebben geen pleurocoelen. Bij de laatste twee ruggenwervels zijn de doornuitsteeksels niet meer gevorkt. Ze hebben een peddelvorm door een afplatting in achteraanzicht. Op het heiligbeen, dat vermoedelijk vijf sacrale wervels telt, vormen de doornuitsteeksels een hoge kam die echter niet de hoogte bereikt van de nekuitsteeksels. De kam suggereert dat een opgeheven houding toch mogelijk was. Op de staartbasis zijn de processus spinosi wellicht nog vrij lang — de voorste staartwervels zijn niet bewaard — maar nemen in ieder geval naar achteren in lengte af.

## Fylogenie

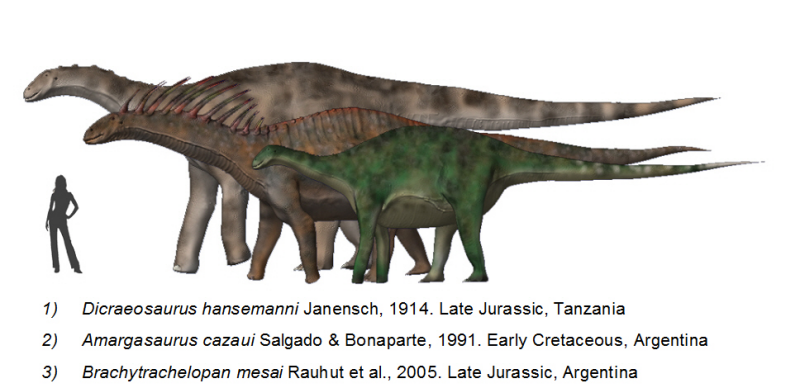
Een vergelijking met verwanten

Amaragasaurus behoort tot de groep van de Dicraeosauridae.
Een mogelijke positie van Amargasaurus in de stamboom toont het volgende kladogram:
|  | Suuwassea emilieae     |
|  |                        |
|  | Dystrophaeus viaemalae |
|  |                        |

|  | Brachytrachelopan mesai                                                          |
|  |                                                                                  |
|  | \| \| Amargasaurus cazaui \| \| \| \| \| \| Dicraeosaurus hansemanni \| \| \| \| |
|  |                                                                                  |
|  | Amargasaurus cazaui                                                              |
|  |                                                                                  |
|  | Dicraeosaurus hansemanni                                                         |
|  |                                                                                  |

|  | Amargasaurus cazaui      |
|  |                          |
|  | Dicraeosaurus hansemanni |
|  |                          |

|  | Suuwassea emilieae     |
|  |                        |
|  | Dystrophaeus viaemalae |
|  |                        |

|  | Brachytrachelopan mesai                                                          |
|  |                                                                                  |
|  | \| \| Amargasaurus cazaui \| \| \| \| \| \| Dicraeosaurus hansemanni \| \| \| \| |
|  |                                                                                  |
|  | Amargasaurus cazaui                                                              |
|  |                                                                                  |
|  | Dicraeosaurus hansemanni                                                         |
|  |                                                                                  |

|  | Amargasaurus cazaui      |
|  |                          |
|  | Dicraeosaurus hansemanni |
|  |                          |

|  | Suuwassea emilieae     |
|  |                        |
|  | Dystrophaeus viaemalae |
|  |                        |

|  | Brachytrachelopan mesai                                                          |
|  |                                                                                  |
|  | \| \| Amargasaurus cazaui \| \| \| \| \| \| Dicraeosaurus hansemanni \| \| \| \| |
|  |                                                                                  |
|  | Amargasaurus cazaui                                                              |
|  |                                                                                  |
|  | Dicraeosaurus hansemanni                                                         |
|  |                                                                                  |

|  | Amargasaurus cazaui      |
|  |                          |
|  | Dicraeosaurus hansemanni |
|  |                          |

|  | Suuwassea emilieae     |
|  |                        |
|  | Dystrophaeus viaemalae |
|  |                        |

|  | Brachytrachelopan mesai                                                          |
|  |                                                                                  |
|  | \| \| Amargasaurus cazaui \| \| \| \| \| \| Dicraeosaurus hansemanni \| \| \| \| |
|  |                                                                                  |
|  | Amargasaurus cazaui                                                              |
|  |                                                                                  |
|  | Dicraeosaurus hansemanni                                                         |
|  |                                                                                  |

|  | Amargasaurus cazaui      |
|  |                          |
|  | Dicraeosaurus hansemanni |
|  |                          |

## Levenswijze

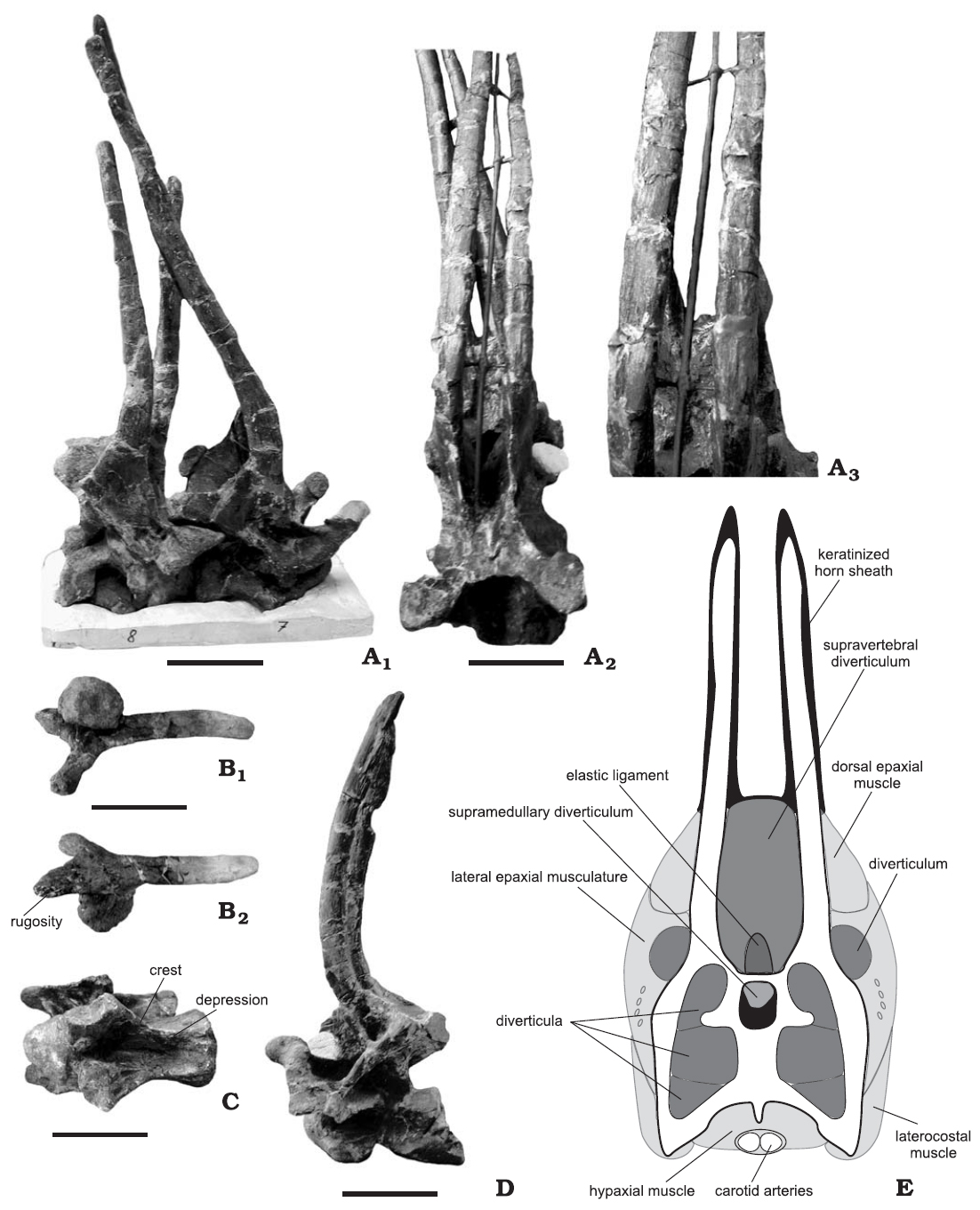
Diagram van de stekels met vermoede luchtzak

De opvallende stekels op de nek hebben heel wat speculatie uitgelokt over hun mogelijke functie. In 1991 dacht Salgado dat ze vooral dienden als bescherming tegen roofdieren. De niet al te grote sauropode kon immers eenvoudig door een theropode in de nek gebeten worden. Hierop wees ook de vorm met spitse punten. In 1999 stelde Salgado dat die punten nog verlengd werden door hoornschachten. Een hoornlaag blijkt uit groeven in de lengterichting. In 2000 stelde Gregory S. Paul dat zulke stekels ook voor gevechten binnen de soort gebruikt konden worden. Door de nek naar voren te buigen presenteerde het dier een aanvaller een haag aan stekels. Als de nek teruggetrokken werd zou dat een dreigend klepperend geluid hebben opgewekt. In 2016 meenden Mark Hallett en Mathew Wedel juist dat een achterwaartse beweging aanvallers zou hebben kunnen spietsen, een techniek die ook sommige moderne antilopen toepassen. Ze dachten ook aan een functie als pronkorgaan. Ook meenden ze dat rivalen worstelden door hun stekels in elkaar te schuiven.
Volgens Jack Bailey in 1997 zou de stekels een zeil, tijdens de paartijd felgekleurd, hebben gedragen. Omdat hij het onwaarschijnlijk achtte dat er twee evenwijdige zeilen waren, nam hij aan dat de twee rijen door een enkel zacht weefsel omvat werden. Paul vond dat in 2000 zeer onwaarschijnlijk aangezien dit het dier onnodig zijn bewegingen belemmerd zou hebben en het ook de scherpe punten niet verklaart. Een studie uit 2022 echter stelde dat het bot van de stekels geen spoor toont van een hoornschacht. Daarbij zouden de voorste botwanden gegroeid zijn onder compressie, alsof iets de stekels naar achteren trok. Men concludeerde hieruit dat toch een zeil aanwezig was.
Daniela Schwarz meende in 2007 dat het onderste derde deel van ruimte tussen de rijen, dus dat deel waarbij de op hoornschachten wijzende groeven ontbreken, gevuld was door een luchtzak, een diverticulum supravertebrale, die in verbinding stond met het ademhalingssysteem.
Volgens Bailey droegen de langere doornuitsteeksels van de heup die afgeplatte punten hebben, een vetbult.
De vorm van de nek moet de opwaartse beweeglijkheid beperkt hebben. In 2014 werd geschat dat de kop op een maximale hoogte van 2,7 meter gebracht kon worden. Een "neutrale" positie van de nek zou de kop op een hoogte van tachtig centimeter gebracht hebben. Amargasaurus at vermoedelijk bodemplanten. Dat zou dan bevestigd worden door de oriëntatie van de halfcirkelvormige kanalen die erop wijzen dat de kop 65° afhing.
Als Amaragasaurus alleen tot een stappende gang in staat was, waarop de bouw van zijn poten wijst, was zijn maximumsnelheid niet hoger dan een vijftien kilometer per uur want die poten zijn vrij kort. In 1999 stelden Gerardo Mazzetta en Richard Fariña echter dat het dier tot een galop in staat was en dat zijn sterke botten de daarbij uitgeoefende krachten makkelijk zouden hebben kunnen opvangen. Dit is geen gangbare interpretatie.